# ウィラード・ブラウン
ウィラード・ブラウン(Willard Jessie "Home Run" Brown, 1915年6月26日 - 1996年8月4日) は、アメリカ合衆国ルイジアナ州シュリーブポート出身のプロ野球選手（外野手）。右投げ右打ち。
ニックネームは"Home Run" Brown（ホームラン・ブラウン）、プエルトリコでは"Ese Hombre"（エセ・オンブレ：『男の中の男』の意）とも。主にニグロリーグとプエルトリコのウィンターリーグで強打を誇った外野手で、1947年にメジャーリーグでもプレーした。

## 経歴
1934年にニグロリーグのマイナー球団だったモンロー・モナークスに入団しプロの野球選手となる。1936年にカンザスシティ・モナークスに移籍。1930～1940年頃のニグロリーグでは本塁打を量産し、しばしばジョシュ・ギブソンとの本塁打数争いを制していたという。
1944年から1945年に第二次世界大戦に従軍した後、1947年にメジャーリーグの『カラーライン』が破られたのをきっかけに、この年の7月からセントルイス・ブラウンズ（現ボルチモア・オリオールズ）と契約しメジャーリーグに21試合に出場する（彼がメジャーリーグの試合に出場したのはラリー・ドビーのデビューの2週間後だった）。しかしブラウンはメジャーリーグでの人種差別に苦しみ、打率わずか.179、1本塁打の成績に終わりブラウンズから放出される。ただしこの本塁打は、アメリカンリーグにおいて黒人選手が放った最初の本塁打となった。
この年のシーズンオフに、ブラウンはプエルトリコのウィンターリーグに参加し、60試合で打率.432、27本塁打、86打点と打ちまくった。またプエルトリコのリーグでは1949～1950年のシーズンでも再び打撃三冠に輝いている。
1948年からニグロリーグのモナークスに復帰、モナークスでは1950年までプレーした。その後は1953年から1956年までテキサスのマイナーリーグに所属、1954年にはテキサスリーグで35本の本塁打を記録している。
1996年にヒューストンにて死去。2006年にニグロリーグ特別委員会によりアメリカ野球殿堂入り。

## 詳細情報

### 年度別打撃成績
| 年 度    | 球 団    | 試 合 | 打 席 | 打 数 | 得 点 | 安 打 | 二 塁 打 | 三 塁 打 | 本 塁 打 | 塁 打 | 打 点 | 盗 塁 | 盗 塁 死 | 犠 打 | 犠 飛 | 四 球 | 敬 遠 | 死 球 | 三 振 | 併 殺 打 | 打 率 | 出 塁 率 | 長 打 率 | O P S |
| -------- | -------- | ----- | ----- | ----- | ----- | ----- | -------- | -------- | -------- | ----- | ----- | ----- | -------- | ----- | ----- | ----- | ----- | ----- | ----- | -------- | ----- | -------- | -------- | ----- |
| 1947     | BLA      | 21    | 67    | 67    | 4     | 12    | 3        | 0        | 1        | 18    | 6     | 2     | 2        | 0     | --    | 0     | --    | 0     | 7     | 2        | .179  | .179     | .269     | .448  |
| MLB：1年 | MLB：1年 | 21    | 67    | 67    | 4     | 12    | 3        | 0        | 1        | 18    | 6     | 2     | 2        | 0     | --    | 0     | --    | 0     | 7     | 2        | .179  | .179     | .269     | .448  |

- 「-」は記録なし

### 記録・表彰等
- 生涯通算打率：.305
- ニグロリーグでの通算打率：.352
- プエルトリコのウィンターリーグで三冠王を2度獲得